# 麥克·布萊爾
麥克·布萊爾（英語：Mike Blair；1981年4月20日—）是一位蘇格蘭橄欖球運動員。他是蘇格蘭國家橄欖球隊的一員，代表蘇格蘭參加了2011年世界盃橄欖球賽。